# Alexandre Pliuschin
Alexandre Pliuschin (født 13. januar 1987 i Chişinău) er en moldovisk tidligere landevejscykelrytter.